# Paraselinum weberbaueri
Paraselinum weberbaueri är en flockblommig växtart som beskrevs av H.Wolff. Paraselinum weberbaueri ingår i släktet Paraselinum och familjen flockblommiga växter. Inga underarter finns listade i Catalogue of Life.